# Inke László
Inke László (Arad, Románia, 1925. január 16. – Budapest, 1992. augusztus 19.) Jászai Mari-díjas magyar színművész, érdemes és kiváló művész.

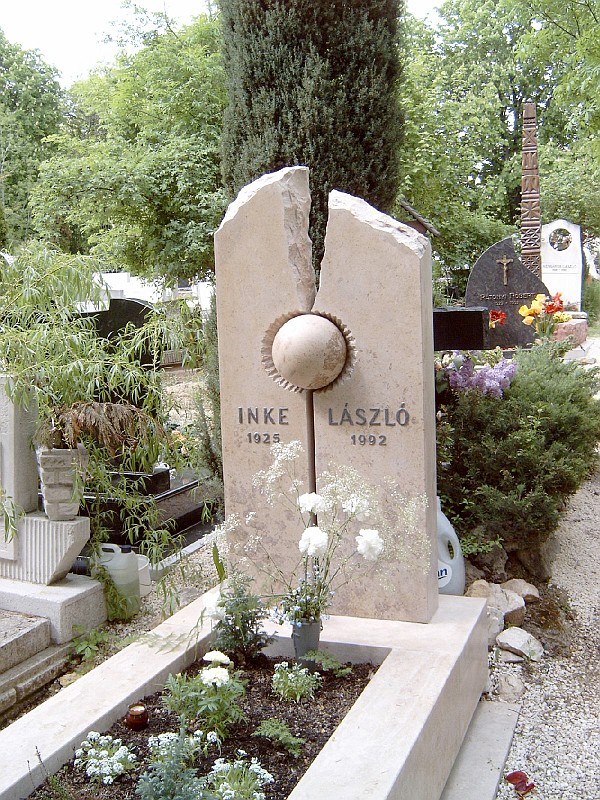
Inke László sírja Budapesten. Farkasréti temető: 25/3-18-1, Janzer Frigyes alkotása

## Életpályája
1947-ben végzett az Országos Magyar Színművészeti Akadémián, és Debrecenbe, majd 1948-ban Miskolcra a Nemzeti Színházhoz, 1949-ben a budapesti Vidám Színpadhoz, 1950-ben pedig Szegedre szerződött. 1956-ban lett a József Attila Színház tagja, 1958-ban ment át a Petőfi Színházba, amit később Jókai, majd 1961-től Thália Színháznak neveztek át. Rákban hunyt el 1992. augusztus 19-én Budapesten.
Sokoldalú karakterszínész volt, aki különösen hideg szenvedéllyel formált, gúnyos hangvételű intrikusszerepeiben vált emlékezetessé.
Színpadi szerepei mellett számos filmben és sorozatban játszott, szinkronhangként is ismertté vált (többek között Telly Savalas magyar hangja volt a Kojak című sorozatban 1973 és 1978 között).

### Magánélete
Első felesége Ambrus Edit volt, két fiuk született. Második a színésznő Böröndy Kati volt, mindkettőtől elvált. Utolsó (ötödik) felesége, Garamszegi Márta szintén színésznő volt, két lányuk született: Gabriella és Krisztina. Unokája, Kővári Lotti követte a színészi pályán.
Utolsó éveiben tüdőrákkal küzdött. 1992. február 29-én lépett utoljára színpadra Dürrenmatt Meteor című darabjának premierjén.

## Színházi szerepei
- Madách Imre: Az ember tragédiája (Ádám)
- Friedrich Schiller: Ármány és szerelem (Kancellár)
- Gogol: A revizor (Polgármester)
- Jean Racine: Britannicus (Nevo)
- Csurka István: Ki lesz a bálanya? (Czifra)
- Fejes Endre: Rozsdatemető (Zentay György)
- Bulgakov: A Mester és Margarita (Pilátus)
- Örkény István: Macskajáték (Csermlényi)

## Filmjei

### Játékfilmek
- Felfelé a lejtőn (1958)
- A harminckilences dandár (1959)
- Álmatlan évek (1959)
- Égrenyíló ablak (1959) – Dr. Kozics
- Gyalog a mennyországba (1959)
- Kard és kocka (1959)
- Szombattól hétfőig (1959)
- Félelem (1960, rövid játékfilm)
- Kilenc perc… (1960, rövid játékfilm)
- Virrad (1960) – Palotai
- Különös tárgyalás (1961, rövid játékfilm)
- Megöltek egy leányt (1961) – Csendőrtiszt
- Egy ember, aki nincs (1963) – Kemenessy
- Fotó Háber (1963) – Gémesi Károly
- A kőszívű ember fiai 1-2. (1964) – Magyar tiszt II.
- Fény a redőny mögött (1965) – Avarro
- Iszony (1965) – Slenkay
- Sárkányeresztés (1965, rövid játékfilm)
- Édes és keserű (1966)
- Hideg napok (1966) – Őrnagy
- A koppányi aga testamentuma (1967) – Borgó
- Kártyavár (1967) – Zorg, gyógyszerész
- Ünnepnapok (1967) – Bandi
- A beszélő köntös (1968) – Olaj bég
- A veréb is madár (1968) – Bécsi igazgató
- Egri csillagok 1-2. (1968) – Ali beglerbég
- Az Alvilág professzora (1969) – Lohmann
- Krebsz, az isten (1969) – Gruber
- Kórtünet (1969, rövid játékfilm)
- Érik a fény (1970) – Halmos
- Gyula vitéz télen-nyáron (1970) – Török bég a sorozatban
- Mérsékelt égöv (1970) – Zsigray
- Szép magyar komédia (1970) – Balassi András
- Utazás a koponyám körül (1970) – Főszerkesztő
- Kapaszkodj a fellegekbe! (1971) – Gaston Barenat
- Nyulak a ruhatárban (1971) – Kultúrház igazgató
- A vőlegény nyolckor érkezik (1972) – Bencze
- Fuss, hogy utolérjenek! (1972) – Színházigazgató
- A törökfejes kopja (1973) – Panzerkopf kapitány
- Hét tonna dollár (1973) – Cirkuszigazgató
- A tanévzáró (1975, rövid játékfilm)
- Fekete gyémántok 1-2. (1976) – Olaj bég
- K. O. (1977) – Kaja bácsi, edző
- Kojak Budapesten (1980) – Kojak hadnagy
- Gyertek el a névnapomra (1983) – Dr. Hollán Menyhért[6]
- Szerelem második vérig (1988) – Söröss úr

### Tévéfilmek, televíziós sorozatok
- Mama (1958)
- Vacsora a Hotel Germániában (1958)
- Akik nem tudják mit cselekszenek (1960)
- Az államügyész (1960) – Rein, a felügyelő helyettese
- Szoba a hegyen (1961) – Endre
- Vitézek és hősök (1961) – Őrnagy-hadbíró
- Hamis orr és álszakáll (1962) – Dr. Maurus Bächtold
- Ordasok között (1962) – Kubis őrnagy
- Falusi idill (1963) – Telekes István főszolgabíró
- Rendszáma ismeretlen (1963) – Nádor Béla
- Rab Ráby (1964) – Bíró
- A százegyedik szenátor 1-3. (1967)
- Az aranykesztyű lovagjai 1-5. (1968)
- A 0416-os szökevény (1969) – Dun
- Kalevala (1969)
- Őrjárat az égen 1-4. (1969) – Őszhajú
- Jövőbéli históriák (1970) – Férj
- A tetovált nő (1971) – Dezső
- Bors III. (1971) – Szovjet tiszt
- Egy óra múlva itt vagyok… (1971) – Kun őrmester
- Hazai történetek (1971)
- Rézpillangó (1971) – Posztumusz tábornok
- Villa a Lidón 1-4. (1971) – Chamieux, André helyettese
- Felhőfejes (1972)
- Francia tanya (1972)
- György barát 1-3. (1972) – Czibak Imre
- Kiskirályok 1-2. (1972) – Nyomozó
- A fűtő (1973)
- Alvilági játékok (1973)
- Aranyborjú 1-3. (1973)
- Az összeesküvés (1973) – Servius
- Die Parade (1973) – Főispán
- Irgalom 1-6. (1973) – György bácsi
- Sötétkamra (1973) – Főkapitány
- Zrínyi 1-3. (1973) – Souches
- A Pont L`évéque-i fegyintézet (1974)- vizsgálóbíró
- Gulliver, a törpék országában (1974) – Császár
- A nagy üzlet (1974) – Daugherty
- Gúnyos mosoly (1974) – Feri, járási titkár
- Hannibál utolsó útja (1974) – Barras
- Kaputt (1974)
- Méz a kés hegyén (1974)
- Néhány első szerelem története (1974)
- Pokol-Inferno (1974)
- Richard Waverly pere (1974)
- Tériszony (1974)
- Utazás a Holdba 1-3. (1974) – Nicholl
- Vallomások (1974)
- Csontváry (1975) – Lechner Ödön
- Egy értekezlet jegyzőkönyve (1975) – Igazgató
- Férfiak akiket nem szeretnek (1975) – Gráfi, tsz-elnök
- Gilgames (1975) – Skorpió-ember
- Hogyan viseljük el szerelmi bánatunkat?!… (1975)
- Holtvágány (1975) – Leváltott forgalmi tiszt
- Szépség Háza (1975) – Kocsis, zsüritag
- Ügyes ügyek (1975) – Makszim Kuzmics Varvarin
- Vacsora a hadiszálláson (1975) – Anrep
- A halhatatlanság halála (1976) – Laban Twissell főkalkulátor
- A játszma 1-3. (1976)
- Beszterce ostroma 1-3. (1976) – Blázy
- Családi sírbolt (1976)
- Robog az úthenger 1-6. (1976) – Veres Károly
- …hogy magának milyen mosolya van! (1977) – Igazgató
- A bunker 1-3. (1977) – Roberts
- A nagy képmás (1977) – Endriade
- Ketten a tavon (1977)
- A nagy ékszerész (1978)[7] – Felügyelő
- Amerikai komédia (1978) – André Dubois, párizsi lapkiadó
- Dániel (1978)
- Mementó – Nürnberg 1946 (1978) – Streicher
- Münchhausen Fantáziaországban (1978) – Bikaisten
- Ördögi szerencse (1978)
- Vakáció a halott utcában (1978) – Tolvaj
- Z. szerkesztő emlékezetes esetei 1-5. (1978)
- Drága jótevőnk (1979)
- Saroküzlet (1979)
- Worafka tanácsos úr (1979)
- Vannak még angyalok (1980) – Ede
- A névtelen vár 1-6. (1981) – Bernáth alispán
- Cid (1981) – Don Diego
- Mindenért fizetni kell (1981)
- Mindent vállalunk (1981)
- A kitüntetés (1982) – Imre professzor
- A nyomozás (1982)
- Alacsony az Ararát (1982) – Szomorúfüz Tsz elnöke
- Csak semmi politika (1982)
- Humorista a mennyországban (1982)
- Nyitott ház (1982)
- Tiszta idegbaj (1982)
- Csillagűzött szerető (1983)
- Napos oldal (1983)
- Ha az igazságra esküdtél (1983)
- Kegyenc (1983) – Meraclius, herélt
- A tönk meg a széle (1984) – Régiségkereskedő
- A zalameai bíró (1984)
- Jégapó (1984) – Jégapó
- Különös házasság 1-4. (1984)
- Spanyolul tudni kell (1984) – Diego Espartero
- Már megint a 7.B! (1985, rövid tévéfilm) – Igazgató
- Szeszélyes évszakok (1985)
- Zsarumeló 1-2. (1987) – Kócsag „Kojak”
- Linda III. (1989) – Henry Holczer

### Rajzfilmek
- Lúdas Matyi (1976) – Gyógykovács (hang)
- Vakáción a Mézga család (1978) – Steve Huffnagel, ausztrál juhfarm tulajdonos; Üvegszemű kapitány; Terror parancsnok (hang)

## Szinkronszerepei

### Filmek
| Év   | Cím                                                                                        | Szereplő                               | Színész                  | Szinkron év |
| ---- | ------------------------------------------------------------------------------------------ | -------------------------------------- | ------------------------ | ----------- |
| 1935 | Blood kapitány                                                                             | N/A                                    | N/A                      | 1971        |
| 1936 | Rómeó és Júlia (2. magyar szinkron)                                                        | Escalus, Verona hercege                | Conway Tearle            | 1978        |
| 1937 | Zola élete                                                                                 | N/A                                    | N/A                      | 1963        |
| 1938 | A pék felesége                                                                             | Castan de Venelles márki               | Fernand Charpin          | 1972        |
| 1938 | Állat az emberben                                                                          | Roubaud                                | Fernand Ledoux           | 1978        |
| 1940 | A bagdadi tolvaj                                                                           | Dzsinn                                 | Rex Ingram               | 1980        |
| 1940 | Ritmus a folyón                                                                            | N/A                                    | N/A                      | 1979        |
| 1941 | Imádlak, de elválok                                                                        | Dr. Vengard                            | Alan Mowbray             | 1977        |
| 1941 | Lady Hamilton (1. magyar szinkron)                                                         | Sir William Hamilton                   | Alan Mowbray             | 1980        |
| 1941 | Modern Pimpernel                                                                           | Graum tábornok                         | Francis L. Sullivan      | 1979        |
| 1942 | Vihar Grúziában                                                                            | Abbasz sah                             | Akakij Vaszadze          | 1974        |
| 1943 | Megszállottság                                                                             | N/A                                    | N/A                      | 1983        |
| 1947 | Hallgatni arany                                                                            | Színpadi munkás                        | N/A                      | 1979        |
| 1948 | A részeg angyal                                                                            | N/A                                    | N/A                      | 1976        |
| 1950 | Az ördög szépsége                                                                          | Bíró                                   | N/A                      | 1972        |
| 1950 | Kutyaélet                                                                                  | Renato Boselli                         | Enzo Furlai              | 1989        |
| 1952 | Kuszó Maxi                                                                                 | Dobnika                                | Hubert von Meyerinck     | 1967        |
| 1954 | Kár, hogy bestia (2. magyar szinkron)                                                      | Rendőrfelügyelő                        | N/A                      | 1979        |
| 1954 | Papa, mama, ő meg én (2. magyar szinkron)                                                  | Pillat gazda                           | Jean Tissier             | 1973        |
| 1955 | Kábítószer-razzia                                                                          | N/A                                    | N/A                      | 1963        |
| 1956 | Az esőkabátos ember                                                                        | N/A                                    | N/A                      | 1980        |
| 1956 | Hosszú kéz                                                                                 | N/A                                    | N/A                      | 1967        |
| 1957 | Szépek, de szegények (1. magyar szinkron)                                                  | N/A                                    | N/A                      | 1968        |
| 1957 | Tisztes úriház (1. magyar szinkron)                                                        | N/A                                    | N/A                      | 1961        |
| 1957 | Tizenkét dühös ember (1. magyar szinkron)                                                  | Negyedik esküdt                        | E. G. Marshall           | 1959        |
| 1957 | Tricikli                                                                                   | N/A                                    | N/A                      | 1978        |
| 1958 | A nagy családok (2. magyar szinkron)                                                       | Simon Lachaume                         | Bernard Blier            | 1980        |
| 1958 | Levelek a szélben                                                                          | N/A                                    | N/A                      | 1966        |
| 1958 | Rendkívüli történet                                                                        | N/A                                    | N/A                      | 1959        |
| 1959 | A béke első napja                                                                          | Kunze                                  | Ervin Knauszmjuller      | 1959        |
| 1959 | A nagy főnök                                                                               | Paulo                                  | Gino Cervi               | 1976        |
| 1959 | Archimedes, a csavargó (1. magyar szinkron)                                                | N/A                                    | N/A                      | 1962        |
| 1959 | Ben Hur (1. magyar szinkron)                                                               | Ilderim sejk                           | Hugh Griffith            | 1982        |
| 1959 | Fehérnemű-hadművelet                                                                       | Molumphry, a főnök                     | Gene Evans               | 1979        |
| 1959 | Jöjj vissza, Afrika!                                                                       | N/A                                    | N/A                      | 1981        |
| 1959 | Ördögi trükk (1. magyar szinkron)                                                          | N/A                                    | N/A                      | 1965        |
| 1959 | Szegény milliomosok (1. magyar szinkron)                                                   | N/A                                    | N/A                      | 1968        |
| 1960 | A kalandor                                                                                 | N/A                                    | N/A                      | 1961        |
| 1960 | Aki szelet vet (2. magyar szinkron)                                                        | Jeremiah Brown tiszteletes             | Claude Atkins            | 1973        |
| 1960 | Az utolsó tanú (2. magyar szinkron)                                                        | N/A                                    | N/A                      | 1973        |
| 1960 | Feltámadás                                                                                 | N/A                                    | N/A                      | 1962        |
| 1960 | Finom kis börtön…                                                                          | Zselé Knight                           | David Lodge              | 1965        |
| 1960 | Psycho                                                                                     | Tom Cassidy                            | Frank Albertson          | 1984        |
| 1960 | Seiler utca 8.                                                                             | N/A                                    | N/A                      | 1961        |
| 1961 | A balek bosszúja                                                                           | Charles Lepicard                       | Bernard Blier            | 1978        |
| 1961 | A világ minden aranya (1. magyar szinkron)                                                 | N/A                                    | N/A                      | 1962        |
| 1961 | Álom luxuskivitelben (1. magyar szinkron)                                                  | José da Silva Pereira                  | José Luis de Villalonga  | 1973        |
| 1961 | Az utolsó ítélet (2. magyar szinkron)                                                      | Védőügyvéd                             | Vittorio De Sica         | 1979        |
| 1961 | Csak ketten játszhatják                                                                    | N/A                                    | N/A                      | 1962        |
| 1961 | Eltűnt egy asszony                                                                         | N/A                                    | N/A                      | 1962        |
| 1961 | Ítélet Nürnbergben (1. magyar szinkron)                                                    | Curtiss Ives bíró                      | Ray Teal                 | 1965        |
| 1961 | Maigret felügyelő – II/9. rész: A hazug                                                    | Gastin                                 | Joseph Fürst             | 1973        |
| 1961 | Martin a felhőkben                                                                         | N/A                                    | N/A                      | 1968        |
| 1961 | Zendülő fiatalok                                                                           | Dostál                                 | Otomar Krejča            | 1962        |
| 1962 | A maffia parancsára (első-két magyar szinkron)                                             | Amerikai rábeszélőember az anyósülésen | N/A                      | 1964        |
| 1962 | A maffia parancsára (első-két magyar szinkron)                                             | Amerikai maffiafőnök                   | N/A                      | 1978        |
| 1962 | A rendőrfelügyelő                                                                          | N/A                                    | N/A                      | 1978        |
| 1962 | Az Ezüst-tó kincse (1. magyar szinkron)                                                    | N/A                                    | N/A                      | 1977        |
| 1962 | Előzés                                                                                     | N/A                                    | N/A                      | 1963        |
| 1962 | Kékszakáll                                                                                 | Védőügyvéd                             | Claude Mansard           | 1980        |
| 1962 | Kilenc óra Ráma oltáráig                                                                   | P.K. Mussadi                           | Robert Morley            | 1977        |
| 1962 | Transzport a Paradicsomból                                                                 | N/A                                    | N/A                      | 1963        |
| 1963 | A bőrkabátos fiúk (1. magyar szinkron)                                                     | N/A                                    | N/A                      | 1971        |
| 1963 | Álomjáték                                                                                  | N/A                                    | N/A                      | 1968        |
| 1963 | Gól büntetésből                                                                            | Edző                                   | N/A                      | 1964        |
| 1963 | Kétballábas                                                                                | Bill                                   | David Lodge              | 1967        |
| 1963 | Ruha teszi az embert                                                                       | Kämbel tanácsos                        | Erwin Klietsch           | 1964        |
| 1963 | Vasárnap New Yorkban                                                                       | Drysdale, pilóta főnök                 | Jim Backus               | 1978        |
| 1964 | Az aranycsempész (2. magyar szinkron)                                                      | Karl Fehrman                           | Gert Fröbe               | 1986        |
| 1964 | Egy szobalány naplója                                                                      | Kapitány                               | Daniel Ivernel           | 1994        |
| 1964 | Hajrá, franciák!                                                                           | Nagy Max                               | Henri Génès              | 1975        |
| 1965 | A rózsák háborúja                                                                          | Warwick                                | Brewster Mason           | 1970        |
| 1965 | Casanova ’70                                                                               | Rendőrfelügyelő                        | Bernard Blier            | 1980        |
| 1965 | Cicababák (2. magyar szinkron)                                                             | Arendi püspök                          | Akim Tamiroff            | 1976        |
| 1965 | Falstaff (1. magyar szinkron)                                                              | Mr. Silence                            | Walter Chiari            | 1967        |
| 1965 | Marco Polo                                                                                 | Hegyi öregember                        | Akim Tamiroff            | 1976        |
| 1965 | Viva Maria! (1. magyar szinkron)                                                           | Rodriguez                              | López Moctezuma          | 1974        |
| 1966 | Egymillió karátos ötlet, avagy a Róka nyomában (1. magyar szinkron)                        | Harry                                  | Martin Balsam            | 1978        |
| 1966 | Főnök inkognitóban                                                                         | Novalès elnök                          | Folco Lulli              | 1983        |
| 1966 | Ólomglória                                                                                 | Jantzen felügyelő                      | Siegfried Wischnewski    | 1966        |
| 1966 | Surcouf – Mennydörgés az Indiai-óceánon                                                    | N/A                                    | N/A                      | 1975        |
| 1967 | A gyilkos arca                                                                             | A professzor                           | Marcelo Arroita-Jáuregui | 1989        |
| 1967 | A kés                                                                                      | N/A                                    | N/A                      | 1968        |
| 1967 | A lóképű                                                                                   | Fong                                   | Leonard Stone            | 1982        |
| 1967 | Caroline, drágám                                                                           | Georges Berthier                       | Bernard Blier            | 1978        |
| 1967 | Diploma előtt                                                                              | Mr. Robinson                           | Murray Hamilton          | 1975        |
| 1967 | Közöny                                                                                     | N/A                                    | N/A                      | 1983        |
| 1967 | Lány az ugródeszkán                                                                        | N/A                                    | N/A                      | 1971        |
| 1967 | Lélekben erősek                                                                            | N/A                                    | N/A                      | 1969        |
| 1968 | Feketeszakáll szelleme                                                                     | Dean Wheaton                           | Richard Deacon           | 1970        |
| 1968 | Furcsa pár (első-két magyar szinkron)                                                      | Speed                                  | Larry Haines             | 1970        |
| 1968 | Furcsa pár (első-két magyar szinkron)                                                      | Speed                                  | Larry Haines             | 1976        |
| 1968 | Ha… (1. magyar szinkron)                                                                   | N/A                                    | N/A                      |             |
| 1968 | Hétszer hét (1. magyar szinkron)                                                           | Bernard, börtönorvos                   | Turi Ferro               | 1970        |
| 1968 | Maigret felügyelő nyomoz – II/4. rész: Felicia                                             | Rendőrfőnök                            | Jean Lanier              | 1978        |
| 1969 | 322                                                                                        | Doktor                                 | Miroslav Macháček        | 1991        |
| 1969 | A jégsziget foglyai                                                                        | N/A                                    | N/A                      | 1971        |
| 1969 | A pénznek nincs szaga                                                                      | Job                                    | Jacques Dufilho          | 1977        |
| 1969 | A szicíliaiak klánja (2. magyar szinkron)                                                  | Le Goff felügyelő                      | Lino Ventura             | 1979        |
| 1969 | Briliáns kéz                                                                               | Mechanikus                             | Anatolij Papanov         | 1972        |
| 1969 | Hé barátom, itt van Sabata! (1. magyar szinkron)                                           | O'Hara bíró                            | Gianni Rizzo             | 1980        |
| 1969 | Kényelmetlen helyzetek                                                                     | önmaga                                 | Miloš Kopecký            | 1974        |
| 1969 | Kő a szájban                                                                               | N/A                                    | N/A                      | 1982        |
| 1969 | Utazás a Nap túlsó oldalára                                                                | Jason Webb                             | Patrick Wymark           | 1979        |
| 1969 | Volt egyszer egy kislány                                                                   | George Harrington                      | Simon Scott              | 1975        |
| 1970 | Fehérmellényes urak                                                                        | N/A                                    | N/A                      | 1977        |
| 1970 | Kellemetlen szilveszter                                                                    | Kopecky                                | Miloš Kopecký            | 1981        |
| 1970 | Leon és az Atlanti-fal (1. magyar szinkron)                                                | Heinrich                               | Reinhard Kolldehoff      | 1971        |
| 1970 | Sherlock Holmes magánélete (1. magyar szinkron)                                            | Fogadós                                | Robert Cawdron           | 1972        |
| 1970 | Szent Lukács visszatérése                                                                  | N/A                                    | N/A                      | 1976        |
| 1970 | Sztrogoff Mihály                                                                           | N/A                                    | N/A                      | 1972        |
| 1971 | A munkásosztály a paradicsomba megy                                                        | N/A                                    | N/A                      | 1973        |
| 1971 | A rend gyilkosai                                                                           | Elnök                                  | N/A                      | 1972        |
| 1971 | Goya                                                                                       | IV. Károly                             | Rolf Hoppe               | 1973        |
| 1971 | Halál a kanyarban                                                                          | N/A                                    | N/A                      | 1972        |
| 1971 | Jakov Bogomolov                                                                            | Jean bácsi                             | Borisz Ivanov            | 1976        |
| 1971 | Képzelt beteg                                                                              | Argan                                  | Michel Bouquet           | 1973        |
| 1971 | Kezed melegével                                                                            | N/A                                    | N/A                      | 1972        |
| 1971 | Mária, a skótok királynője (2. magyar szinkron)                                            | Sir William Cecil                      | Trevor Howard            | 1979        |
| 1971 | Minnie és Moskowitz                                                                        | N/A                                    | N/A                      | 1979        |
| 1971 | Nászéjszaka a börtönben                                                                    | Rendőr                                 | N/A                      | 1979        |
| 1971 | Osceola                                                                                    | N/A                                    | N/A                      | 1972        |
| 1971 | Sacco és Vanzetti                                                                          | Tanú #2                                | N/A                      | 1972        |
| 1972 | A játékos                                                                                  | Zagorjanszkij tábornok                 | Vszevolod Kuznyecov      | 1974        |
| 1972 | A tábornok állva alszik                                                                    | Százados                               | N/A                      | 1974        |
| 1972 | És az eső elmos minden nyomot…                                                             | Luba                                   | Wolfgang Reichmann       | 1977        |
| 1972 | Gyilkosság sorozatban                                                                      | N/A                                    | N/A                      | 1980        |
| 1972 | Illumináció                                                                                | Felvételi bizottsági tag               | N/A                      | 1974        |
| 1972 | Keresztül-kasul                                                                            | Nagylelkű Jim                          | Patrick Newell           | 1978        |
| 1972 | Lázadás a buszon (1. magyar szinkron)                                                      | Mr. Jenkins                            | Kevin Brennan            | 1973        |
| 1972 | Monológ                                                                                    | Govornyin, kurátor                     | Leonyid Gallisz          | 1974        |
| 1972 | Szalmaláng                                                                                 | Schmollinger                           | Georg Marischka          | 1979        |
| 1972 | Tecumseh                                                                                   | N/A                                    | N/A                      | 1973        |
| 1973 | A briliáns királynő bukása                                                                 | Ügyész                                 | Imantsz Adermanisz       | 1974        |
| 1973 | A hosszú búcsú (1. magyar szinkron)                                                        | Farmer nyomozó                         | Stephen Coit             | 1974        |
| 1973 | A rejtelmes sziget (2. magyar szinkron)                                                    | Bonaventure Pencroft                   | Jess Hahn                | 1978        |
| 1973 | A rendőrség csak áll és néz                                                                | Samperi                                | Claudio Gora             | 1975        |
| 1973 | A Sakál napja                                                                              | Berthier                               | Timothy West             | 1981        |
| 1973 | Angolnak születtem                                                                         | F. Minty                               | Michael Hordern          | 1980        |
| 1973 | Az ezredeseket akarjuk                                                                     | Pino Barbacane ezredes                 | Giuseppe Maffioli        | 1974        |
| 1973 | Botrány a nyaralóban                                                                       | N/A                                    | N/A                      | 1974        |
| 1973 | Két Balláb az ezredben - avagy hogyan járultam hozzá Hitler bukásához (1. magyar szinkron) | Ellis őrmester                         | Bill Maynard             | 1980        |
| 1973 | Lucien Leuwen                                                                              | Du Poirier doktor                      | Jacques Monod            | 1979        |
| 1973 | Pierre és Jean                                                                             | Jérôme Rolland                         | Pierre Doris             | 1978        |
| 1973 | Vágtass, lovam!                                                                            | Geraszimov, Killarij apja              | Jurij Volincev           | 1974        |
| 1974 | A mezők kulcsa                                                                             | N/A                                    | N/A                      | 1976        |
| 1974 | A négy muskétás, avagy a lepel lehull (1. magyar szinkron)                                 | N/A                                    | N/A                      | 1977        |
| 1974 | A négy muskétás, avagy majd mi megmutatjuk, bíboros úr! (1. magyar szinkron)               | N/A                                    | N/A                      | 1977        |
| 1974 | A pofon                                                                                    | Jean Douléan                           | Lino Ventura             | 1977        |
| 1974 | A rendőrnő (1. magyar szinkron)                                                            | Ügyész úr                              | N/A                      | 1976        |
| 1974 | A Wardinok asszonyai 1-3.                                                                  | Walter Wardin                          | Eberhard Mellies         | 1977        |
| 1974 | Az előkelő alvilág                                                                         | Vendéglős                              | N/A                      | 1976        |
| 1974 | Az utazás (1. magyar szinkron)                                                             | Dr. De Paolo                           | Barry Simmons            | 1976        |
| 1974 | Bankrablás (1. magyar szinkron)                                                            | Andrew Constable                       | G. Wood                  | 1981        |
| 1974 | Columbo – III/8. rész: Embert barátjáról (1. magyar szinkron)                              | N/A                                    | N/A                      | 1977        |
| 1974 | Detektív két tűz között (1. magyar szinkron)                                               | Edward M. „Pinky” Farrow               | David Huddleston         | 1978        |
| 1974 | Gyilkosság az Orient expresszen                                                            | Ratchett                               | Richard Widmark          | 1977        |
| 1974 | Hetedik nap este                                                                           | Tichy őrnagy                           | Karel Höger              | 1982        |
| 1974 | Hogyan fojtsuk vízbe, avagy kétéltűek tündöklése és bukása                                 | Csehországi vízimanók főnöke           | N/A                      | 1976        |
| 1974 | Miért ölnek meg egy bírót? (1. magyar szinkron)                                            | Derrasi képviselő                      | Giancarlo Badessi        | 1976        |
| 1974 | Mussolini végnapjai (1. magyar szinkron)                                                   | Benito Mussolini                       | Rod Steiger              | 1975        |
| 1974 | Piedone 2.: Piedone Hongkongban (1. magyar szinkron)                                       | Willie Pastrone                        | Edoardo Faieta           | 1977        |
| 1974 | Szenzáció! (1. magyar szinkron)                                                            | Murphy                                 | Charles Durning          | 1980        |
| 1975 | A bátyámnak klassz öccse van                                                               | Pavelka                                | Josef Bláha              | 1977        |
| 1975 | A Scotland Yard vendége (1. magyar szinkron)                                               | Jimmy                                  | Brian Glover             | 1976        |
| 1975 | Agyő, haver! (1. magyar szinkron)                                                          | Ledoux, rendőrfőnök                    | Julien Guiomar           | 1977        |
| 1975 | Bizalom                                                                                    | N/A                                    | N/A                      | 1984        |
| 1975 | Diagnózis                                                                                  | N/A                                    | N/A                      | 1976        |
| 1975 | Így kezdődik a szerelem                                                                    | Rambousek                              | Vladimír Menšík          | 1977        |
| 1975 | Olyan, mint a többi szombat                                                                | N/A                                    | N/A                      | 1977        |
| 1975 | Srácurak                                                                                   | Tanár                                  | Petr Nárožný             | 1977        |
| 1975 | Veszélyesen élni (2. magyar szinkron)                                                      | Badinget                               | Daniel Ivernel           | 1989        |
| 1975 | Vihar a szárazföldön                                                                       | Mavridi                                | Grigorij Ljampe          | 1977        |
| 1975 | Zsarutörténet (1. magyar szinkron)                                                         | Vieuchene                              | Marco Perrin             | 1976        |
| 1976 | A szicíliai kereszt                                                                        | Salvatore Francesco                    | Ivo Garrani              | 1989        |
| 1976 | Az inspektor küldetése                                                                     | Varencov                               | Ivan Dmitrijev           | 1978        |
| 1976 | Az ötcentes mozi (1. magyar szinkron)                                                      | H.H. Cobb                              | Brian Keith              | 1981        |
| 1976 | Családi összeesküvés                                                                       | Constantine                            | Nicholas Colasanto       | 1986        |
| 1976 | Fayard bíró, akit seriffnek hívtak                                                         | Xavier Marcheron                       | Daniel Ivernel           | 1978        |
| 1976 | Fehér telefonok                                                                            | Benito Mussolini                       | Dino Baldazzi            | 1979        |
| 1976 | Mentsd meg Zapatát!                                                                        | N/A                                    | N/A                      | 1978        |
| 1976 | Mindenkinek a maga keresztje                                                               | N/A                                    | N/A                      | 1978        |
| 1976 | Péter cár és a szerecsen                                                                   | Nagy Péter cár                         | Alekszej Petrenko        | 1978        |
| 1976 | Todo modo                                                                                  | Arras, rendőrkapitány-helyettes        | Cesare Gelli             | 1979        |
| 1977 | 2:1 a rendőrség javára III/3-4.                                                            | Arnold Matofski rendőrfőfelügyelő      | Gert Günther Hoffmann    | 1978        |
| 1977 | A híd túl messze van (1. magyar szinkron)                                                  | Amerikai kórházi ezredes               | Arthur Hill              | 1986        |
| 1977 | A vágy titokzatos tárgya                                                                   | Utas a vonaton                         | Jacques Debary           | 1979        |
| 1977 | Visszajelzés                                                                               | Tyimonin                               | Vszevolod Kuznyecov      | 1979        |
| 1978 | A félhold árnyékában                                                                       | Ter-Avetisz                            | Khoren Abrahamyan        | 1980        |
| 1978 | Drága kisfiam                                                                              | Mr. George                             | Cecil Linder             | 1978        |
| 1978 | Fogózz, bikfic!                                                                            | N/A                                    | N/A                      | 1986        |
| 1978 | Különös meglepetés                                                                         | Moore felügyelő                        | Edd Stavjanik            | 1982        |
| 1979 | Jézus élete                                                                                | Pontius Pilátus                        | Peter Frye               | 1985        |
| 1980 | Fél ház vőlegény nélkül                                                                    | Franc                                  | Vladimír Menšík          | 1982        |
| 1980 | Tejszín a kávémban                                                                         | Bernard Wilsher                        | Lionel Jeffries          | 1988        |
| 1981 | Fantom az éjszakában (1. magyar szinkron)                                                  | N/A                                    | N/A                      | 1985        |
| 1981 | Fényjel a hídnál                                                                           | N/A                                    | N/A                      | 1983        |
| 1981 | Őrizetbevétel (1. magyar szinkron)                                                         | Antoine Gallien felügyelő              | Lino Ventura             | 1983        |
| 1981 | Szentivánéji álom                                                                          | Theseus                                | Nigel Davenport          | 1986        |
| 1981 | Vabank                                                                                     | Henryk Kwinto                          | Jan Machulski            | 1983        |
| 1981 | Várkastély a Kárpátokban                                                                   | Gorz Gorku báró                        | Miloš Kopecký            | 1983        |
| 1982 | Nyaraló gyilkosok                                                                          | Hercule Poirot                         | Peter Ustinov            | 1985        |
| 1982 | Pici Taylor                                                                                | Brophy nyomozó                         | Alan Cassell             | 1986        |
| 1983 | Pygmalion                                                                                  | Alfred P. Doolittle                    | Donald Ewer              | 1987        |
| 1983 | Vassza                                                                                     | Vassza férje                           | Vagyim Medvegyev         | 1984        |
| 1984 | Kövek ura                                                                                  | Taszbol                                | Nurmuhan Zsanturin       | 1986        |
| 1986 | A rózsa neve (1. magyar szinkron)                                                          | Idős Adso (hang)                       | Dwight Weist             | 1991        |
| 1986 | Michigani melódia                                                                          | David Grook                            | William Kiehl            | 1990        |
| 1986 | Twist Moszkvában                                                                           | Alekszej                               | Bernard Blier            | 1991        |
| 1987 | A rádió aranykora                                                                          | Mr. Waldbaum                           | Hy Anzell                | 1988        |
| 1987 | Beverly Hills-i zsaru 2. (1. magyar szinkron)                                              | Harold Lutz rendőrfőnök                | Allen Garfield           | 1989        |
| 1987 | Bosszúvágy 4. – Véres leszámolás (1. magyar szinkron)                                      | Nathan White                           | John P. Ryan             | 1989        |
| 1989 | Batman 1.: Batman                                                                          | James Gordon felügyelő                 | Pat Hingle               | 1989        |
| 1990 | Gyilkosság fekete-fehérben                                                                 | Dave                                   | Sam Coppola              | 1991        |
| 1991 | Cape Fear – A rettegés foka                                                                | Tom Broadbent                          | Fred Dalton Thompson     | 1992        |

### Sorozatok
| Év   | Cím                                             | Szereplő                        | Színész             | Szinkron év |
| ---- | ----------------------------------------------- | ------------------------------- | ------------------- | ----------- |
| 1964 | A nyomorultak                                   | Javert                          | Tino Carraro        | 1965        |
| 1965 | A rózsák háborúja                               | Warwick                         | Brewster Mason      | 1970        |
| 1966 | A négy páncélos és a kutya I.                   | Német tiszt Janek elfogásakor   | Kazimierz Ostrowicz | 1968        |
| 1967 | A Forsyte saga                                  | Sir James Foskisson, védőügyvéd | Richard Pearson     | 1970        |
| 1967 | Maigret felügyelő I.                            | Rendőrfőnök                     | Jean Lanier         | 1978        |
| 1967 | Támadás egy idegen bolygóról II.                | Dr. Samuel Crowell              | Ed Begley           | 1979        |
| 1970 | Akik nem tették le a fegyvert                   | N/A                             | Günter Junghans     | 1976        |
| 1971 | Arsène Lupin I.                                 | Peppino                         | Vittorio Sanipoli   | 1973        |
| 1971 | Arsène Lupin I.                                 | Neydegg gróf                    | Hans Holt           | 1973        |
| 1971 | Egész Spanyolország felett felhőtlen az ég 1-3. | Mr. Sniders                     | Helmut Schreiber    | 1973        |
| 1971 | Erdei ház                                       | Albert Picard                   | Pierre Doris        | 1976        |
| 1971 | Porlepte históriák 2-3.                         | N/A                             | N/A                 | 1975-1976   |
| 1973 | A rejtelmes sziget 1-6.                         | N/A                             | N/A                 | 1978        |
| 1973 | A tavasz tizenhét pillanata                     | Göring                          | Wilhelm Burmeier    | 1974        |
| 1973 | Arsène Lupin II.                                | Aigleroche báró                 | François Maistre    | 1976        |
| 1974 | A császár kémje II.                             | Schulmeister                    | Jacques Fabbri      | 1975        |
| 1975 | Gruntoveci emberek                              | Martin Skvorc                   | Eugen Franjković    | 1979        |
| 1977 | Kórház a város szélén I.                        | Galuska, Inka apja              | Josef Bláha         | 1982        |
| 1982 | T. J. Hooker I. (1. magyar szinkron)            | Pete Benedict                   | Vic Tayback         | 1988        |
| 1984 | T.I.R.                                          | Fegyvercsempészek főnöke        | N/A                 | 1988        |

### Derrickepizódjai
| Év   | Évad | Epizód | Epizódcím                                                              | Szereplő            | Színész               | Szinkron év |
| ---- | ---- | ------ | ---------------------------------------------------------------------- | ------------------- | --------------------- | ----------- |
| 1976 | 3    | 4      | Elnémult madarak / Halott madár nem énekel (1. magyar szinkron)        | Ewald Malenke       | Hans Korte            | 1979        |
| 1978 | 5    | 11     | Az elveszett másodpercek / Elvesztett másodpercek (1. magyar szinkron) | Kwien úr            | Hans Korte            | 1980        |
| 1979 | 6    | 5      | A szép bábu (1. magyar szinkron)                                       | Gerdes úr           | Siegfried Wischnewski | 1983        |
| 1983 | 10   | 6      | Végzetes találkozás / Halálos találkozó (1. magyar szinkron)           | Walter Hagemann     | Peter Ehrlich         | 1986        |
| 1984 | 11   | 11     | A gengszterek nem ismernek tréfát                                      | Balthaus professzor | Hans Korte            | 1987        |

### Rajzfilmek
| Év   | Cím                                              | Szereplő                            | Szinkronhang  | Szinkron év |
| ---- | ------------------------------------------------ | ----------------------------------- | ------------- | ----------- |
| 1969 | Aladdin és a csodalámpa                          | Alvilág fejedelme                   | N/A           | 1970        |
| 1971 | Kengyelfutó gyalogkakukk (1. magyar szinkron)    | További szereplők (archív felvétel) | Mel Blanc     | 1980-1983   |
| 1977 | Lolka és Bolka a Föld körül (1. magyar szinkron) | Törzsfőnök                          | N/A           | 1978        |
| 1979 | Jamie és a csodalámpa III.                       | Rezes Bandi                         | Brian Trueman | 1990        |

### Telly Savalas-filmográfia
| Év   | Cím                                                          | Szereplő                        | Szinkron év |
| ---- | ------------------------------------------------------------ | ------------------------------- | ----------- |
| 1965 | A halál ötven órája                                          | Guffy őrmester                  | 1976        |
| 1967 | A piszkos tizenkettő                                         | Archer J. Maggott               | 1983        |
| 1968 | Jó estét, Mrs. Campbell! (2. magyar szinkron)                | Walter Braddock                 | 1985        |
| 1970 | Kelly hősei                                                  | Bazi Joe                        | 1984        |
| 1972 | Az új maffiafőnök                                            | Don Vincenzo (+ Barbinek Péter) | 1992        |
| 1973 | Kojak és a Marcus – Nelson gyilkosságok (1. magyar szinkron) | Theo Kojak hadnagy              | 1981        |
| 1973 | Kojak I. (1. magyar szinkron 11 részében)                    | Theo Kojak hadnagy              | 1977        |
| 1975 | Kojak III. (1. magyar szinkron 3 részében)                   | Theo Kojak hadnagy              | 1977        |
| 1977 | Földi űrutazás (első-két magyar szinkron)                    | Albain                          | 1980        |
| 1977 | Földi űrutazás (első-két magyar szinkron)                    | Albain                          | 1986        |
| 1979 | Műgyűjtők és kalandorok előnyben                             | Mindenek Ura                    | 1983        |
| 1980 | Alcatraz                                                     | Cretzer                         | 1983        |
| 1987 | Piszkos tizenkettő – Halálos küldetés (1. magyar szinkron)   | Wright őrnagy                   | 1991        |
| 1988 | Piszkos tizenkettő – Végzetes küldetés (1. magyar szinkron)  | Wright őrnagy                   | 1991        |
| 1989 | Dublőr nélkül – Hollywoodi detektív (1. magyar szinkron)     | Harry Bell                      | 1990        |

## Hangjátékok
- Erdődy János: A korona rabszolgái (1957)
- Galambosné-Tasnádi: A dippeldorpi lovasok (1961)
- Honoré de Balzac: Elveszett illúziók (1961)
- Jókai Mór: A kőszívű ember fiai (1962)
- Irwin Shaw: Hazafiak (1962)
- Stoenescu-Octavian: Magaviseletből elégtelen (1962)
- Szabó Magda: A hallei kirurgus (1963)
- Ambrus Zoltán: Kultúra füzértánccal (1964)
- Gilgames (1964)
- Gyárfás Miklós: A hűség útvesztőiben (1964)
- Mikszáth Kálmán: Két választás Magyarországon (1964)
- Passuth László: Élt egy gyáva király Pannóniában (1964)
- Rodari-Sardarelli: A vágy füve (1964)
- Salamon Pál: Két ember (1964)
- Gáspár Margit: Egyedül a toronyban (1965)
- Miller, Kenneth: Az eltemetett ügy (1965)
- MacLean, Katherine: A képernyő nem hazudik (1966)
- Radványi Dezső: Szürkebarát (1966)
- Antal László: Riadó a Naprendszerben (1966)
- Stendhal: A pármai kolostor (1966)
- Dürrenmatt, Friedrich: A szamár árnyéka (1967)
- Hegedűs Géza: Merlin a varázsló (1967)
- Mikszáth Kálmán: A két koldusdiák (1967)
- Cooper, Giles: A sültgalamb (1968)
- Gergely Sándor: Vitézek és hősök (1968)
- William Faulkner - Kompozíció az író műveiből (1968)
- Jókai Mór: Erdély aranykora (1969)
- Gosztonyi János: A meghajszolt szelíd (1970)
- Falusi délután-Pipaszó mellett (1970)
- Radványi Dezső: A gavallér vendég (1970)
- Hegedűs Géza: Szemiramisz szerelme (1971)
- László Endre: "Te csak húzzad, Bihari!" (1971)
- Maróti lajos: A kolostor (1971)
- Sőtér István: Eötvös József élete és művészete (1971)
- Tolsztoj, Lev: Hadzsi Murat (1971)
- Magyar parnasszus: Emlékezés Zalka Mátéra (1972)
- Babits Mihály: Kártyavár (1973)
- Görgey Gábor: Komámasszony, hol a stukker? (1975)
- Hemingway: Búcsú a fegyverektől (1976)
- Marék Antal: Röntgen, az X sugár felfedezője (1976)
- Gárdonyi Géza: A láthatatlan ember (1977)
- Gogol: A köpönyeg (1977)
- Rákosy Gergely: Csak egy csap (1977)
- Tarbay Ede: Eső-lesők (1977)
- Zoltán Péter: Luther (1977)
- Fáy András: A különös testamentum (1978)
- Ismeretlen ismerősök - Hunyady Sándor (1978)
- Kazarosz Aghajan: Anahit (1978)
- Asturias, Miguel Angel: A zöld pápa (1978)
- Déry Tibor: A félfülű (1978)
- Chaucer, Geoffrey: Canterbury mesék (1979)
- MacNeice, Louis: Találkája volt (1979)
- Móra Ferenc: Négy apának egy leánya (1979)
- Wilhelm Hauff: A kis Mukk története (1979) – Korhuz, udvarmester
- Zoltán Péter: Nofretete (1979)
- Tolnai Lajos: Polgármester úr (1980)
- Feleki László: Világtörténeti panasziroda (1981)
- Földes Imre: A hivatalnok urak (1981)
- Gosztonyi János: Pepita (1981)
- Karc: 1981. nyári kiadás (1981)
- Díszvacsora a temetkezési vállalatnál (1982)
- Gordan Mihic: Kis árva agrak (1982)
- Karc: 1982. nyári kiadás (1982)
- Karc: 1982. őszi kiadás (1982)
- Kopányi György: Hazalátogató (1983) [31]
- Mezei András: Az utolsó vacsora (1983)
- Az aranyszamár (1983)
- Dino Buzzati: A nagy képmás (1984)
- Hegedűs Tibor: Találkozás a Hitchcock-klubban (1984)
- Kamarás István: Bulányvölgyi állomások (1984)
- Gyárfás Endre: Forgattam kormányt és tollat (1985)
- Mándy Iván: Alagsori tárlat (1985)
- Tamási Áron: Tündöklő Jeromos (1985)
- Antoine de Saint-Exupèry: A kis herceg (1986)
- Jókai Mór: Egy hírhedett kalandor a XVII. századból (1987)
- Oscar Wilde: A boldog herceg (1987)
- Antoine de Saint-Exupéry: Csillagközelben (1990)
- Mándy Iván: Idegen pályaudvar (1990)

## Díjai és kitüntetései
- Jászai Mari-díj (1956)
- Érdemes művész (1976)
- SZOT-díj (1980)
- Kiváló művész (1983)
- A Magyar Köztársasági Érdemrend kiskeresztje (1992)